# Frédéric Godefroy
Frédéric-Eugène Godefroy, född den 13 februari 1826, död den 30 september 1897, var en fransk filolog.
Godefroy författade Lexique comparé de la langue de Corneille et de la langue du XVII:e siècle en general (1862) och Histoire de la litterature francaise depuis le XVI:e siècle jusqu'à nos jours (1859-1878), 1861 prisbelönt av Franska Akademien, samt Dictionnaire de l'ancienne langue francaise et de tous ses dialectes du IX:e au XV:e siècle (10 band, 1881-1903).